# ファム・ズイ
ファム・ズイ（Phạm Duy, 范維, 1921年10月5日 - 2013年1月27日）はベトナムで最も多作であった作曲家。ベトナム史上最大の混乱期と重なる70年以上にも及ぶキャリアを持ち、1000曲以上を作曲し、 グエン・ヴァン・カオ、チン・コン・ソンとともにベトナムの近代音楽において最も顕著で影響のある三人のうちの一人と広く見做されている。ファムの音楽は伝統的な音楽の要素に新しい方式を組み合わせて、現代的であり伝統的でもあるメロディーを創り上げたことで名高い。政治的に二分化された人物であるファムの全作品は、2005年に帰国した際に政府がいくつかの作品の規制を緩和し始めるまで、北ベトナムでベトナム戦争中から統一後の30年以上の間禁止された。